# Alfred Steinmetzer
Alfred Steinmetzer (Rosport, 2 februari 1918 – Luxemburg-Stad, 31 mei 2007) was een Luxemburgs geodeet en kunstschilder.

## Leven en werk
Alfred Steinmetzer was een zoon van onderwijzer Nicolas Steinmetzer en Margaretha Feltes. Hij kreeg aan het gymnasium in Echternach schilderlessen van Auguste Wirion en Mathias Reckinger. Steinmetzer studeerde geodesie en kunstgeschiedenis aan de universiteit van Bonn (1938-1939), later studeerde hij aan de kunstacademie van München (1943).
Hij was secretaris van de Commission pour le patrimoine culturel (1948-1977). In 1960 kwam hij in dienst bij het Staatsmuseum in de hoofdstad, hij was er lid van de aankoopcommissie (1962-1977). Van 1970 tot 1986 was hij voorzitter van de Luxemburgse afdeling van de International Council on Monuments and Sites, daarna erevoorzitter. In 1971 werd Steinmetzer hoofd van de Service des monuments historiques en van 1977 tot 1982 conservator en chef bij de Service des sites et monuments nationaux (SSMN). Samen met zijn dochter Christiane Steinmetzer ontwierp hij postzegels met historische monumenten in Luxemburg in het kader van het Europees jaar van het architectonisch erfgoed (1975). In 2004 trad zij in zijn voetsporen als directeur van de SSMN. 
Steinmetzer sloot zich als kunstenaar in 1946 aan bij de Cercle Artistique de Luxembourg (CAL), waar hij tot 1992 deelnam aan de jaarlijkse salons. In 1965 ontving hij de Prix Grand-Duc Adolphe. Solo exposeerde hij onder andere in de Galerie d'Art Municipale in Esch-sur-Alzette (1974, 1980, 1986), Galerie Contemporaned in Oberbillig (1990) en Galerie Schweitzer in Mondorf-les-Bains (1990).

## Enkele werken
- 1990 illustraties voor Le Chant des coteaux, een gedichtenbundel van Fränz Frising. Luxemburg: P. Worré-Mertens.
- gebrandschilderd glas voor het mortuarium in Walferdange.

## Onderscheidingen
- 1965 Prix Grand-Duc Adolphe
- Commandeur in de Orde van Verdienste van het Groothertogdom Luxemburg
- Eremedaille van het Institut international des châteaux historiques.

- Gemeinsame Normdatei: 128888253
- International Standard Name Identifier: 0000 0000 2089 4217
- Musée national d'archéologie, d'histoire et d'art: lkl000700
- RKD-Nederlands Instituut voor Kunstgeschiedenis: 100081
- Virtual International Authority File: 30601457
- WorldCat: E39PBJyhj3PrrGQpJG7RhCyfMP